# Saint-Didier-en-Brionnais
Saint-Didier-en-Brionnais település Franciaországban, Saône-et-Loire megyében. Lakosainak száma 122 fő (2022. január 1.). Saint-Didier-en-Brionnais Poisson, Anzy-le-Duc, Briant, Montceaux-l’Étoile, Sarry, Varenne-l’Arconce és Versaugues községekkel határos.

## Népesség
A település népessége az elmúlt években az alábbi módon változott:
| Lakosok száma | 158  | 149  | 152  | 134  | 130  | 126  | 124  | 123  | 122  |
|               | 2013 | 2015 | 2016 | 2017 | 2018 | 2019 | 2020 | 2021 | 2022 |